# Concejo Regional Zabulón
Zabulón es un Concejo regional situado en el Distrito de Haifa en Israel. Su nombre proviene de la tribu de Zabulón, una de las doce Tribus de Israel del Antiguo Testamento. El municipio incluye los siguientes núcleos de población:

## Comunidades
|  | Kibutzim - Kfar HaMaccabi (כפר המכבי) - Ramat Yohanan (רמת יוחנן) - Sha'ar HaAmakim (שער העמקים) - Usha (אושה) - Yagur (יגור) | Moshavim - Kfar Bialik (כפר ביאליק) - Kfar Hasidim Alef (כפר חסידים א') | Asentamientos comunitarios - Kfar Hasidim Bet (כפר חסידים ב') - Nofit (נופית) | Pueblos árabes - Ibtin (אבטין) - Khawaled (ח'ואלד) - Ras Ali | Aldeas juveniles - Kfar HaNoar HaDati (כפר הנוער הדתי) - Campus universitario Oranim (אורנים) |

- Datos: Q2914961
- Multimedia: Zevulun Regional Council / Q2914961